# Lavr Georgijevič Kornilov
Lavr Georgijevič Kornilov (rusky Лавр Георгиевич Корнилов, 30. srpna 1870, Usť-Kamenogorsk – 13. duben 1918, Jekatěrinodar) byl ruský carský a bělogvardějský generál.

## Raná léta
Kornilov se narodil v Usť-Kamenogorsku v Ruském Turkestánu (dnes Kazachstán) kozáckému otci a kazašské matce. Nastoupil jako kadet v Omsku, v letech 1889–1892 navštěvoval dělostřeleckou školu v Petrohradě, poté sloužil dočasně v Turkestánu. V rozmezí let 1895–1897 vystudoval Akademii generálního štábu s vyznamenáním. Po akademii byl přidělen ke generálnímu štábu Turkestánského okruhu. V letech 1899–1904 vedl několik expedic do Východního Turkestánu, Afghánistánu, Persie, Indie a Mongolska. Zde se naučil několika středoasijským jazykům. Za rusko-japonské války sloužil ve štábu jedné zúčastněné brigády. V bojích se osvědčil, byl mu udělen Kříž sv. Jiří a zároveň byl povýšen na plukovníka. V období 1907–1911 zastával post vojenského atašé v Číně.

## První světová válka
Po vypuknutí první světové války velel už jako generálmajor pěší divizi 8. armády generála Brusilova a při těžkých bojích byl v dubnu 1915 zajat rakousko-uherskou armádou. V červenci 1916 se mu však podařilo uniknout a vrátit se zpět za frontovou linii. Po svrhnutí cara v únoru 1917 byl pověřen velením nad Petrohradským vojenským okruhem. Z výkonu svojí funkce dal 21. března zatknout carskou rodinu v Carském Selu. V dubnu, po nepokojích v hlavním městě, požádal vládu o povolení nasadit armádu. Poté, co to vláda odmítla, se vzdal svého postu a vrátil se na frontu. V červenci byl ministrem války Kerenským povýšen nejprve na velitele Jihozápadního frontu a následně byl jmenován vrchním velitelem všech ruských jednotek. Položil si přitom dvě podmínky: že politické vedení nebude zasahovat do vojenských záležitostí a že se plně obnoví vojenská disciplína.
Přestože byl kritikem cara, považoval za nutné, aby Rusko jako součást Trojdohody pokračovalo ve válce. Snažil se zvýšit bojeschopnost armády a taky bojovat proti levicovým silám, především bolševikům. Podle Kornilova by se vojenské sověty měly rozpustit, zakázat revoluční propaganda, obnovit vojenská disciplína včetně trestů a reorganizovat prozatímní vláda. Prohlásil, že Kerenskij ho pověřil úkolem obnovit pořádek v Petrohradě a reorganizovat vládu, což Kerenskij později popíral. Přikázal 3. sboru v Petrohradě zavést ve městě stanné právo. Kerenskij v tom viděl pokus o puč, a proto odvolal Kornilova 9. září z postu vrchního velitele ruské armády. Kornilov si (údajně) myslel, že Kerenskij padl do zajetí bolševiků a jedná z donucení. Rozhodl se tedy, že neuposlechne. Po zhroucení puče a věrných jednotek byl Kornilov zatčen a uvězněn ve věznici Bychov.

## Ruská občanská válka
19. listopadu, několik týdnů po proklamaci Petrohradského sovětu o získání moci, se mu podařilo uprchnout z věznice a dostat se k Donu, ovládanému Donskými kozáky. Zde se spojil s generálem Michailem Alexejevem a stal se velitelem protibolševické Dobrovolnické armády. Za jeho vedení docházelo k různým krvavým činům. Sám Kornilov prohlásil, že "čím větší teror, tím větší naše vítězství" a "Kdyby bylo pro záchranu Ruska třeba zapálit půlku země a prolít krev tří ze čtyř Rusů, uděláme to". Například ve vesnici Ležanka bylo Kornilovovými muži zabito přes 500 lidí. 24. února 1918 po pádu kozácké metropole Novočerkassku vedl Kornilov své muže tzv. Ledovým pochodem do prázdných Kubáňských stepí. Přestože byl ve značné početní nevýhodě, podařilo se mu zbavit se pronásledujících rudoarmějců a oblehnout Jekatěrinodar, hlavní město Kubáňské sovětské republiky. 13. dubna však náhodný dělostřelecký granát zasáhl Kornilovovo velitelství a generála zabil. Byl pohřben v nedaleké vesničce. O několik dní později, když rudoarmějci dobyli tuto vesničku, bylo Kornilovovo tělo vykopáno, vyndáno z rakve a spáleno na místní skládce.

## Vyznamenání
- 1901  Řád svatého Stanislava, III. třída s meči
- 1903  Řád svaté Anny, III. třída
- 1904  Řád svatého Stanislava, II. třída s meči
- 1905  Řád svatého Jiří, IV. třída
- 1906  Řád svatého Stanislava, II. třída s meči, udělen podruhé
- 1907  Svatojiřská zbraň[3]
- 1909  Řád svaté Anny, II. třída
- 1915  Řád svatého Jiří, III. třída